# John Henson
John Henson, född 25 april 1965 i Greenwich i Connecticut, död 14 februari 2014 i Saugerties i New York, var en amerikansk dockspelare. 
John Henson var son till Jim Henson och arbetade, precis som sin far, med Mupparna. Från slutet av 80-talet till 2005 spelade han dockan Sweetums, bland annat i filmen Mupparna på skattkammarön och TV-serien Muppets Tonight. Han var också medlem i styrelsen för The Jim Henson Company.
Han avled den 14 februari 2014 av en hjärtinfarkt.